# Whippomorpha
Whippomorpha o Cetancodonta è un sottordine di artiodattili che contiene tutti i cetacei viventi (balene, delfini e focene) e gli ippopotamidi. Questo lo rende un gruppo corona. Whippomorpha è un sottordine all'interno dell'ordine Artiodactyla (ungulati con dita pari). La posizione di Whippomorpha all'interno degli Artiodactyla è oggetto di alcune controversie, poiché in precedenza gli ippopotami erano considerati più strettamente correlati ai Suidae (maiali) e ai Tayassuidae (pecari). La maggior parte delle ricerche scientifiche filogenetiche e morfologiche contemporanee collega gli ippopotami ai cetacei e le prove genetiche hanno supportato in modo schiacciante una relazione evolutiva tra Hippopotamidae e Cetacea. I moderni Whippomorfa condividono un certo numero di tratti comportamentali e fisiologici, come uno spesso strato di grasso sottocutaneo e corpi in gran parte privi di pelo. Presentano comportamenti anfibi e acquatici e possiedono strutture uditive simili.
Il Whippomorpha è un sottogruppo del Cetancodontamorpha, che include anche gli entelodonti estinti e Andrewsarchus.

## Etimologia
Il nome latino Whippomorpha deriva da whippo, un termine colloquiale coniato in riferimento all'ipotesi che le balene e gli ippopotami siano i parenti più stretti l'uno dell'altro, e dal suffisso -morpha (dal greco morphē (μορφή, "forma")). Sono stati fatti tentativi per rinominare il sottordine Cetancodonta, a causa dell'utilizzo fuorviante del suffisso -morpha per un gruppo monofiletico così come il rischio di confusione con il clade Hippomorpha (che consiste in perissodattili equidi). Tuttavia, Whippomorpha mantiene la precedenza.

## Ecologia

### Distribuzione
I moderni Whippomorfa sono ampiamente distribuiti. I cetacei possono essere trovati in quasi tutti gli habitat marini del mondo, e alcune specie, come la balenottera azzurra e la megattera, hanno aree migratorie che comprendono quasi l'intero oceano. Queste balene di solito migrano su base stagionale, spostandosi verso acque più calde per partorire e crescere i piccoli prima di viaggiare verso acque più fresche con terreni di alimentazione più ottimali. Altre specie di cetacei hanno aree di distribuzione più piccole che sono concentrate attorno a acque tropicali o subtropicali. Alcuni cetacei vivono esclusivamente all'interno di un unico corpo marino, come il narvalo, la cui gamma è limitata all'Oceano Artico.
In confronto, gli ippopotami moderni sono confinati interamente al continente africano. Nonostante una volta fossero diffusi in tutta Europa, Africa e Asia, gli ippopotami sono ora considerati vulnerabili e sono limitati ai laghi, ai fiumi e alle zone umide dell'Africa meridionale.

### Comportamento
Sia le balene che i ippopotami devono risalire in superficie per respirare. Questo può causare problemi per i whippomorfi che dormono. I cetacei superano questo problema grazie al sonno uni-emisferico, il che significa che riposano un lato del cervello alla volta, permettendo loro di nuotare e risalire in superficie durante i periodi di riposo. Gli ippopotami risalgono in superficie per respirare ogni tre o cinque minuti, un processo che è parzialmente subconscio, consentendo loro di farlo mentre dormono. Sia le balene che gli ippopotami presentano relazioni simbiotiche con pesci più piccoli, che usano come stazioni di pulizia, consentendo ai piccoli organismi di nutrirsi dei parassiti che entrano nella bocca della creatura.
Gli ippopotami sono erbivori; normalmente la loro dieta consiste interamente di erba corta che brucano. Alcuni ippopotami sono stati osservati mentre consumavano animali come zebre e persino carcasse di altri ippopotami. Un ippopotamo normalmente trascorre fino a cinque ore al giorno a brucare. Di solito si nutrono solo sulla terra, sebbene siano state osservate occasionali consumazioni di vegetazione acquatica. Al contrario, i cetacei sono tutti carnivori, si nutrono di pesci e invertebrati marini, con alcune specie che si nutrono di mammiferi più grandi e uccelli (come foche (pinnipedi) e pinguini).

### Riproduzione
Tutti i Whippomorfi sono mammiferi placentati, il che significa che gli embrioni vengono nutriti dalla placenta, che attinge nutrienti dal corpo della madre. Sono organismi a selezione K, producendo un numero limitato di prole, ma con un alto tasso di sopravvivenza.
I cetacei generalmente raggiungono la maturità sessuale intorno ai 10 anni di età e hanno un periodo di gestazione di circa 12 mesi. I cetacei danno alla luce prole ben sviluppata, come gli ippopotami. Quando allattano, la madre spruzza il latte nella bocca della loro prole, poiché non hanno labbra.

## Tassonomia e filogenia
Il Whippomorpha è un sottoordine situato all'interno dell'Ordine Artiodactyla e del clade Cetancodontamorpha. Contiene i clade Hippopotamoidea (antenati degli ippopotami) e Cetaceamorpha (antenati delle balene e dei delfini). Il Whippomorpha è considerato un clade sorella del Ruminantia (che contiene bovini, pecore e cervi), così come della estinta Raoellidae. Hippopotamoidea era precedentemente incluso negli Suiformes con Suidae (maiali) e Tayassuidae (pecari).
La maggior parte delle prove a supporto del clade Whippomorpha si basa su analisi molecolari o genetiche. Il primo supporto per l'esistenza di un clade Cetacea/Hippopotamidae è derivato dall'analisi della composizione molecolare di una proteina coinvolta nella coagulazione del sangue, il γ-fibrinogeno, prelevata da balene e ippopotami. Studi successivi hanno ottenuto risultati che indicavano quasi 11 000 geni ortologhi tra cetacei e ippopotami, oltre a numerosi indicatori positivi di una storia evolutiva condivisa tra cetacei e ippopotami. Inoltre, sono state trovate alcune sequenze genetiche sia nelle balene che negli ippopotami che non sono presenti nei genomi di altri mammiferi. Questo indicherebbe che questi gruppi condividono un antenato.
La collocazione dei Whippomorpha all'interno degli Artiodactyla può essere rappresentata nel seguente cladogramma:
|                           | Ruminantia (ruminanti - giraffe, bovini, caprini (capre, mufloni, ovini, camosci e stambecchi), cervidi (cervi, renne e alci), gnu, antilopi, moschidi) |
|                           | |
| Cetancodonta/Whippomorpha | \| \| Hippopotamidae (ippopotami) \| \| \| \| \| \| Cetacea \| \| \| \| (balene, delfini, narvali, orche, beluga, focene e capodogli)                   |
|                           | \| \| Hippopotamidae (ippopotami) \| \| \| \| \| \| Cetacea \| \| \| \| (balene, delfini, narvali, orche, beluga, focene e capodogli)                   |
|                           | Hippopotamidae (ippopotami) |
|                           | |
|                           | Cetacea |
|                           | |

|  | Hippopotamidae (ippopotami) |
|  |                             |
|  | Cetacea                     |
|  |                             |

|                           | Ruminantia (ruminanti - giraffe, bovini, caprini (capre, mufloni, ovini, camosci e stambecchi), cervidi (cervi, renne e alci), gnu, antilopi, moschidi) |
|                           | |
| Cetancodonta/Whippomorpha | \| \| Hippopotamidae (ippopotami) \| \| \| \| \| \| Cetacea \| \| \| \| (balene, delfini, narvali, orche, beluga, focene e capodogli)                   |
|                           | \| \| Hippopotamidae (ippopotami) \| \| \| \| \| \| Cetacea \| \| \| \| (balene, delfini, narvali, orche, beluga, focene e capodogli)                   |
|                           | Hippopotamidae (ippopotami) |
|                           | |
|                           | Cetacea |
|                           | |

|  | Hippopotamidae (ippopotami) |
|  |                             |
|  | Cetacea                     |
|  |                             |

|                           | Ruminantia (ruminanti - giraffe, bovini, caprini (capre, mufloni, ovini, camosci e stambecchi), cervidi (cervi, renne e alci), gnu, antilopi, moschidi) |
|                           | |
| Cetancodonta/Whippomorpha | \| \| Hippopotamidae (ippopotami) \| \| \| \| \| \| Cetacea \| \| \| \| (balene, delfini, narvali, orche, beluga, focene e capodogli)                   |
|                           | \| \| Hippopotamidae (ippopotami) \| \| \| \| \| \| Cetacea \| \| \| \| (balene, delfini, narvali, orche, beluga, focene e capodogli)                   |
|                           | Hippopotamidae (ippopotami) |
|                           | |
|                           | Cetacea |
|                           | |

|  | Hippopotamidae (ippopotami) |
|  |                             |
|  | Cetacea                     |
|  |                             |

|                           | Ruminantia (ruminanti - giraffe, bovini, caprini (capre, mufloni, ovini, camosci e stambecchi), cervidi (cervi, renne e alci), gnu, antilopi, moschidi) |
|                           | |
| Cetancodonta/Whippomorpha | \| \| Hippopotamidae (ippopotami) \| \| \| \| \| \| Cetacea \| \| \| \| (balene, delfini, narvali, orche, beluga, focene e capodogli)                   |
|                           | \| \| Hippopotamidae (ippopotami) \| \| \| \| \| \| Cetacea \| \| \| \| (balene, delfini, narvali, orche, beluga, focene e capodogli)                   |
|                           | Hippopotamidae (ippopotami) |
|                           | |
|                           | Cetacea |
|                           | |

|  | Hippopotamidae (ippopotami) |
|  |                             |
|  | Cetacea                     |
|  |                             |

## Evoluzione

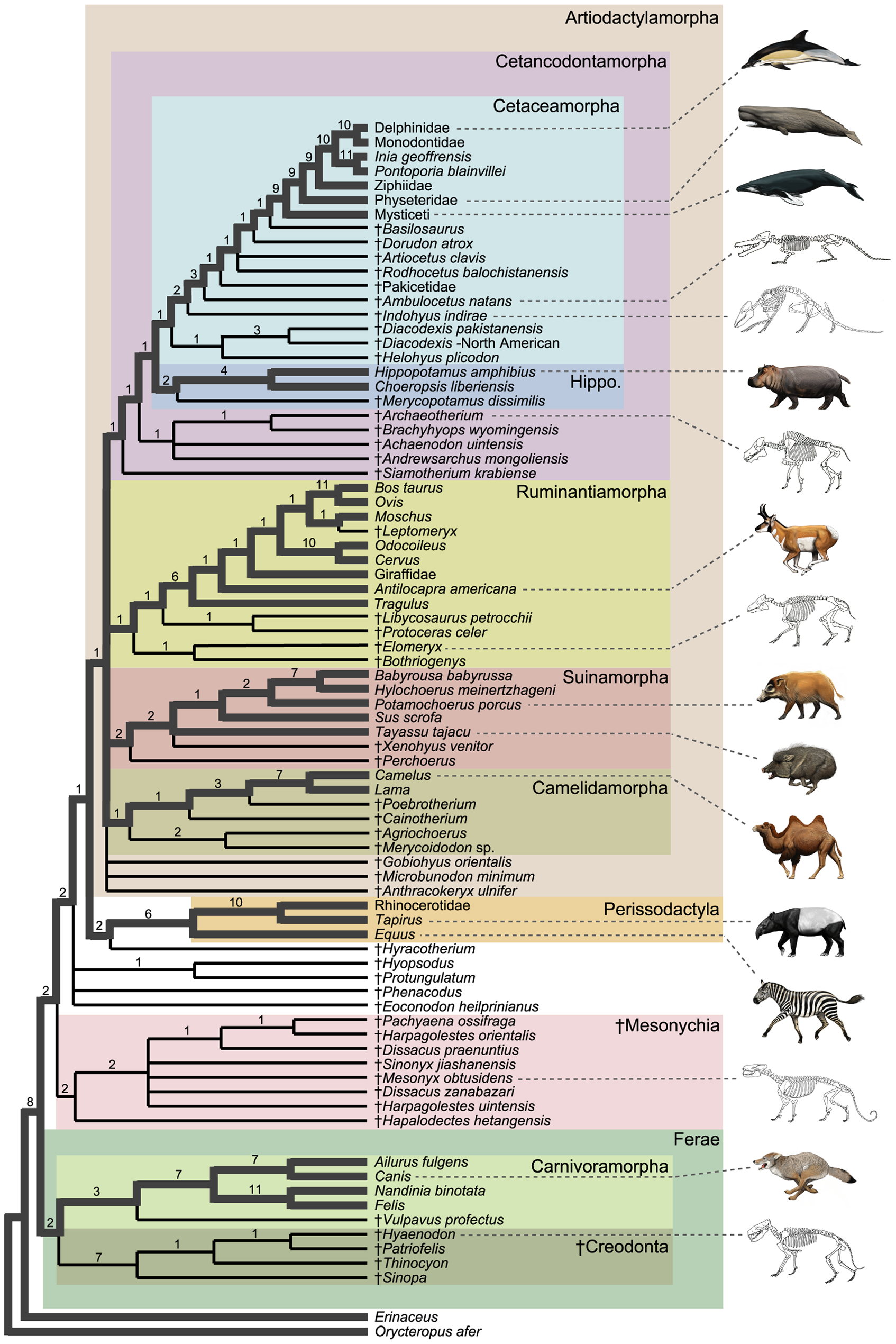
Cladogramma degli whippomorpha

Non è chiaro se l'ultimo antenato comune di balene e ippopotami conducesse uno stile di vita acquatico, semiacquatico/anfibio o terrestre. Pertanto, c'è disaccordo su se i tratti acquatici sia degli ippopotami che dei cetacei siano collegati o il prodotto di un'evoluzione convergente. Le recenti scoperte sembrano indicare che quest'ultima sia più probabile.
I Whippomorpha si sono separati dagli altri cetartiodattili circa 59 milioni di anni fa, mentre le balene si sono allontanate dagli ippopotami circa 55 milioni di anni fa. Il primo ramo conteneva gli antenati dei Cetacei; protobalene semi-acquatiche come il Pakicetus nel gruppo degli Archaeoceti, che si svilupparono negli antenati esclusivamente acquatici dei cetacei moderni.

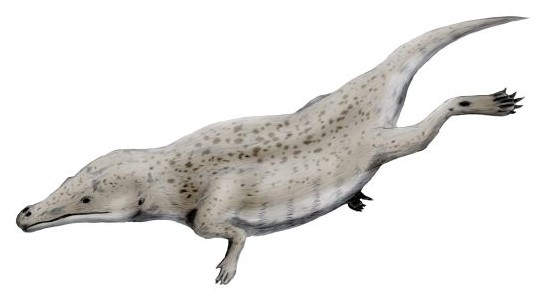
Raffigurazione artistica di un Maiacetus

Un antenato delle balene evolutivamente significativo era il raoellide Indohyus, che era un onnivoro digitigrado abitante dell'Himalaya di dimensioni approssimativamente simili a quelle di un procione. Non era un nuotatore abile, anche se si pensava che trascorresse periodi considerevoli di tempo a guadare in acque poco profonde. Questo era facilitato dalle sue ossa pesanti, che fornivano stabilità. Indohyus probabilmente aveva una dieta almeno parzialmente basata sulla ricerca acquatica di foraggiamento. Una prova di ciò è il fatto che lo smalto dei denti dell'Indohyus era considerevolmente meno consumato di quanto ci si aspetterebbe da un animale con una dieta esclusivamente terrestre. Le prove di ciò includono il fatto che lo smalto dei denti di Indohyus era notevolmente meno consumato di quanto ci si aspetterebbe per un animale con una dieta esclusivamente terrestre. Uno degli aspetti più cruciali della scoperta di Indohyus era la presenza di una bolla auditiva ispessita, nota anche come involucrum. Questa scoperta era significativa in quanto l'involucrum era una morfologia precedentemente considerata esclusiva dei cetacei, una sinapomorfia. Questa caratteristica collegava in modo incontrovertibile i cetacei ai raoellidi.

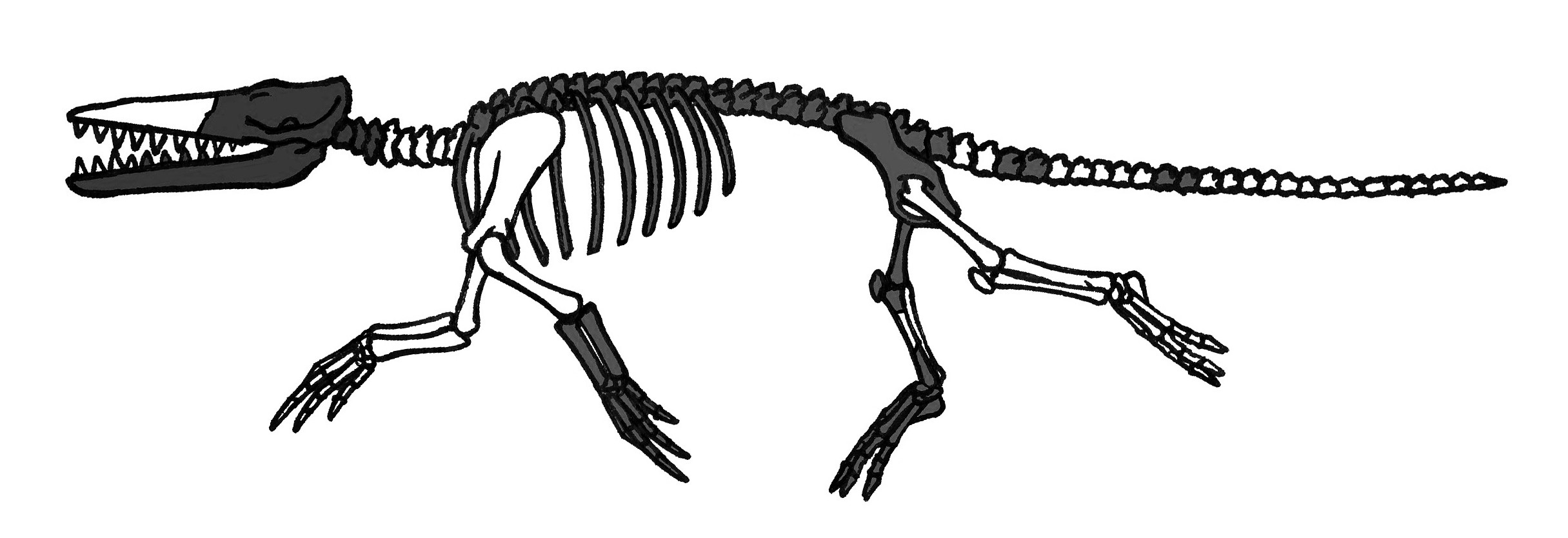
Scheletro di un ambulocetus

Si pensa che le prime balene come Nalacetus e Pakicetus fossero confinate ad ambienti di acqua dolce, proprio come gli ippopotami moderni. L'Ambulocetus successivo probabilmente viveva uno stile di vita molto più acquatico, con zampe più corte e mani e piedi a forma di pala. Probabilmente rappresentava anche un organismo di transizione dall'acqua dolce al mare, poiché l'analisi isotopica delle ossa e dei denti di Ambulocetus indica che abitava le foci.
Si pensa che il secondo ramo dei Whippomorpha si sia sviluppato nella famiglia degli Anthracotheriidae, che erano i presunti antenati degli ippopotami moderni. I sedimenti in cui sono stati fossilizzati i fossili di Anthracotheriidae indicano che erano almeno parzialmente anfibi, mentre la struttura della mandibola dei fossili di alcune specie, in particolare dell'Anthracotherium, sembra indicare che fosse una forma ancestrale degli ippopotami moderni.

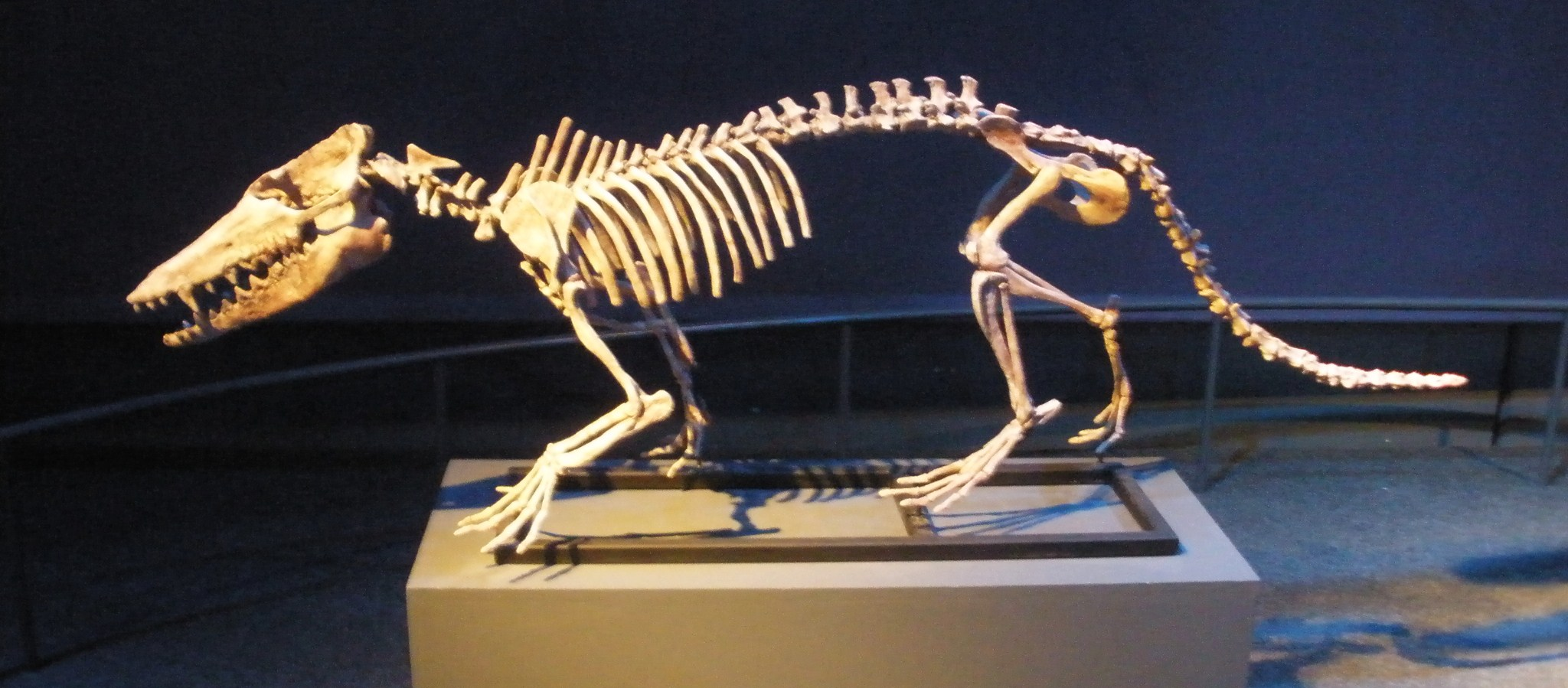
Scheletro di un pakicetus attocki

Questi risultati spiegano in parte il gap temporale paleontologico un tempo confuso che esisteva come un'importante prova contro un legame evolutivo tra Hippopotamidae e Cetacea. In precedenza, i fossili di cetacei più antichi conosciuti risalivano a circa 50 milioni di anni fa, mentre i fossili di ippopotami più antichi conosciuti risalivano a circa 15 milioni di anni fa. La somma delle conoscenze fossili indica che balene e ippopotami hanno sviluppato tratti anfibi e acquatici in modo indipendente l'uno dall'altro, ma che le caratteristiche sviluppate dai loro antenati comuni hanno creato percorsi per lo sviluppo di tali adattamenti. Pertanto, la grande differenza di tempo tra la scoperta dei fossili di cetacei e di ippopotami è spiegata dal fatto che gli ippopotami hanno semplicemente sviluppato i loro adattamenti semi-acquatici molto più tardi rispetto ai loro cugini cetacei.

## Anatomia
Tutti i membri del sottordine Whippomorpha condividono alcune somiglianze anatomiche. Gli stomaci degli ippopotami sono multicamerali come quelli di tutti i ruminanti; tuttavia, non rigurgitano il cibo. Invece, lo stomaco dell'ippopotamo contiene due camere preliminari, che funzionano in modo simile a un bidone del compost, permettendo agli alimenti di fermentare prima di entrare nello stomaco principale dell'animale. Tutte le specie di balene possiedono strutture stomacali simili. Inoltre, entrambi gli animali presentano polmoni monolobati (simili ad altri mammiferi acquatici), che consentono di riempirsi d'aria più rapidamente. Questo è un adattamento critico sia per gli organismi anfibi che per quelli acquatici, poiché riduce la frequenza di viaggi pericolosi verso la superficie dell'acqua, dove tali organismi sono più vulnerabili alla predazione.
I corpi degli ippopotami contengono uno strato di grasso denso, simile al grasso delle balene, situato tra la pelle e i muscoli. Gli ippopotami e le balene possiedono entrambi ossa spesse, che aiutano nella rapida discesa in acqua, hanno peli minimi (per aiutare nell'idrodinamica) e una mancanza di ghiandole sudoripare. È presente anche una membrana tra le dita degli ippopotami; una versione più adatta alla terraferma delle pinne delle balene. Gli ippopotami possiedono una muscolatura unica degli arti posteriori che fornisce loro potenti capacità di propulsione, piuttosto che un controllo fine. Queste caratteristiche sono tipiche di altri ungulati.
C'è una forte somiglianza tra la dentizione dei cetacei primitivi e quella degli ungulati primitivi, il che sembra consolidare la posizione dei Cetacei all'interno degli Artiodattili. Inoltre, sia i cetacei che gli artiodattili possiedono due componenti distinte nelle loro orecchie, l'involucro e il processo sigmoideo. Caratteristiche simili sono considerate responsabili della capacità dei cetacei di sentire sott'acqua. Gli scheletri delle balene preistoriche contengono anche ossa della caviglia di forma unica, inclusi un sistema a doppia articolazione trovato solo negli ungulati a dita pari e non presente negli ungulati a dita dispari.
Sia gli ippopotami che le balene hanno una laringe insolitamente grande e di forma strana, che consente ai canti rimbombanti delle balene di propagarsi sott'acqua e ai suoni unici prodotti dagli ippopotami di comunicare mentre sono sommersi.

## Relazione con gli umani
Gli Whippomorfa hanno sempre avuto complesse relazioni culturali e sociali con gli esseri umani. Gli ippopotami hanno una reputazione di estrema aggressività nei confronti degli esseri umani. Gli ippopotami sono incredibilmente territoriali e protettivi nei confronti dei loro piccoli, e sono il mammifero più mortale in Africa, uccidendo tra le due e le tremila persone ogni anno. Nonostante ciò, gli ippopotami rimangono animali popolari nei giardini zoologici e una specie riconoscibile nella cultura popolare. Gli ippopotami venivano cacciati dagli antichi esseri umani per cibo e sport. Nell'antico Egitto, gli ippopotami erano riconosciuti come abitanti pericolosi del fiume Nilo, e un ippopotamo rosso era il simbolo del dio Seth. Il Behemoth biblico si pensa sia basato su o ispirato all'ippopotamo.

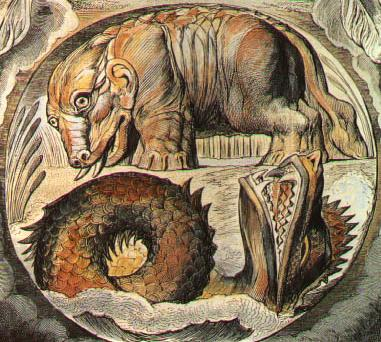
Due mostri della leggenda biblica: Behemoth (in alto); si pensa sia ispirato all'ippopotamo, e Leviatano (in basso); si pensa sia ispirato alle balene

Gli ippopotami affrontano una serie di minacce da parte degli esseri umani. Gli ippopotami comuni sono classificati come vulnerabili e sono soggetti alla distruzione dell'habitat a causa dell'agricoltura, della gestione delle acque, dei cambiamenti climatici e dello sviluppo di abitazioni e aree urbane. Gli ippopotami pigmei sono considerati in pericolo, con meno di tremila individui in natura. I pochi ippopotami pigmei sopravvissuti occupano un'area di habitat molto più piccola in Liberia, Sierra Leone e Costa d'Avorio. Affrontano minacce derivanti da estrazione mineraria, caccia, bracconaggio e disboscamento.
I cetacei hanno anche una lunga storia con gli esseri umani. Le principali minacce per i cetacei sono il pericolo diretto (dalla caccia alla balena) e il danno indiretto agli habitat delle balene (attraverso l'inquinamento e la pesca eccessiva). Il trasporto commerciale, la perforazione petrolifera e lo sviluppo costiero possono disturbare gli habitat dei cetacei. Migliaia di cetacei vengono colpiti dalla cattura accessoria ogni anno. Alcune evidenze indicano anche che il suono generato dall'uomo potrebbe contribuire ad aumentare il tasso di spiaggiamento dei cetacei.
Le balene sono state fonte di ispirazione per molte creature mitologiche, incluso il Leviatano, che era associato al Behemoth. I delfini sono menzionati nella letteratura storica molto più frequentemente delle balene. Le storie sui delfini includono tipicamente il loro ruolo nell'aiutare marinai naufragati o nel guidare navi perdute. Nel XX secolo, le percezioni sulle balene sono cambiate e ora il turismo per l'osservazione delle balene è diventato molto popolare. I cetacei sono venerati per la loro immensa grandezza, il loro comportamento intelligente e giocoso, le dimostrazioni di velocità in acqua e i contributi alla ricerca scientifica.
Le balene sono state tenute in cattività dagli esseri umani per la ricerca e l'intrattenimento per secoli. Le orche sono particolarmente popolari. Le organizzazioni per la conservazione e i diritti degli animali si sono opposte con veemenza alla cattività di questi cetacei. È comune che le orche in cattività mostrino aggressività verso altre balene e i loro addestratori. I delfini dal naso a bottiglia sono anche popolari, grazie al loro comportamento amichevole. Inoltre, si adattano meglio in cattività rispetto ad altri cetacei.